# Jever
Jever (německy  ˈjeːfɐ), je německé město se 14 000 obyvateli, které je správním centrem zemského okresu Frísko ve spolkové zemi Dolní Sasko. Leží v oblasti marší na Východofríském poloostrově 15 km západně od přístavu Wilhelmshaven. Od roku 1972 patří k městu i okolní obce Moorwarfen, Rahrdum, Cleverns, Sandel a Sandelermöns.

## Historie
Místo bylo osídleno již v paleolitu, ve starověku zde žili Chaukové. Roku 1158 je zmiňováno jako Gevarae, což je odvozováno ze starogermánského výrazu „gaveren“ – pastviny. Roku 1347 obdržel Jever městská práva, koncem 14. století zde Edo Wiemken založil Jeverské panství, které patřilo k opěrným bodům vitaliánů, poslední nezávislou vládkyní byla Maria z Jeveru, podle níž se městu přezdívá Marienstadt, po její smrti roku 1575 Jever ovládli Oldenburkové. Roku 1667 město získal Anhalt-Zerbst, jako věno Kateřiny Veliké pak připadlo Rusku, za napoleonských válek bylo součástí Holandského království a roku 1818 bylo znovu připojeno k Oldenburskému velkovévodství.

## Život ve městě
Jever je známý především výrobou stejnojmenné značky piva, která má tradici od roku 1848, typickým zdejším řemeslem je také modrotisk. Město má historickou radnici, zámek s anglickým parkem, pět kostelů, větrný mlýn, divadlo, židovský hřbitov, pomník Marie z Jeveru, kozáckou kašnu připomínající období ruské nadvlády, hasičské muzeum a koupaliště. Nedaleko se nachází základna vojenského letectva. Do Jeveru jezdil na prázdniny Karl Jaspers, jeho pradědeček byl místním starostou.

## Partnerská města
- Zerbst
- Cullera